# Wiesbadener Kurier
De Wiesbadener Kurier is een Duitse regionale krant die zich richt op het zuidwestelijke deel van de deelstaat Hessen. De krant verschijnt dagelijks in het westelijk Rijn-Maingebied. De krant verscheen voor het eerst op 2 oktober 1945 en heeft een verkochte oplage van bijna 45.000 exemplaren (2021). De hoofdredacteur is Stefan Schröder. De krant wordt uitgegeven door de Wiesbadener Kurier GmbH & Co. Verlag und Druckerei KG, een dochter van VRM GmbH & Co. KG, die tot 2019 ook de kleinere plaatselijke concurrent, het Wiesbadener Tagblatt, uitgaf. Sinds 2020 heeft de Wiesbadener Kurier plaatselijk een monopoliepositie. De krant heeft haar hoofdkantoor in het Pressehaus in de binnenstad van Wiesbaden.